# Stelis bradei
Stelis bradei är en orkidéart som beskrevs av Rudolf Schlechter. Stelis bradei ingår i släktet Stelis och familjen orkidéer. Inga underarter finns listade i Catalogue of Life.